# Tajine Souiri
Le tajine Souiri est un plat marocain, originaire d'Essaouira comme l'indique son nom, et se rapproche des préparations de tajine tunisien, puisque ce n'est pas un tajine en sauce, mais un tajine gratiné. Il porte également le nom de mechaber ou mkaddem.